# الرقابة في الاتحاد السوفيتي
سادت الرقابة في الاتحاد السوفيتي وجرى إنفاذها على نحو صارم.
سلكت الرقابة اتجاهين رئيسين:
تولت المديرية العامة لحماية أسرار الدولة في الصحافة (المعروفة أيضًا باسم جلافلت) أسرار الدولة، وكانت مسؤولة عن رقابة جميع منشورات أسرار الدولة وبثها.
نفذت عدة منظمات الرقابة، بما يتوافق مع إيديولوجية الحزب الشيوعي وسياساته الرسمية، على النحو التالي:
تولت منظمة غوسكيميزديت رقابة جميع المواد المطبوعة: الروايات الخيالية والشعر وغيرها
تولت منظمة غوسكينو مسؤولية السينما. عنيت الإدارة الأولى في كثير من الوكالات والمؤسسات، مثل اللجنة الحكومية للإحصاء، بمسؤولية ضمان عدم وصول أسرار الدولة وغيرها من المعلومات الحساسة إلا إلى الأيدي المخولة بذلك.

## إتلاف المطبوعات
نفّذت الحكومة السوفيتية إتلافًا شاملًا لكتب ومجلات أجنبية في المكتبات ما قبل الثورة. ولم يكن من الممكن الحصول على «مصنفات خاصة» إلا بموجب تصريح خاص من لجنة أمن الدولة، واحتوت على مواد قديمة ومغلوطة سياسيًا. ومع نهاية الحكم السوفيتي، أدى برنامج الإصلاحات الاقتصادية، بيريسترويكا، إلى تخفيف القيود المفروضة على المعلومات والنشر.
اختفت الكتب والمجلات السوفيتية من المكتبات تبعًا للتغيرات التي طرأت على التاريخ السوفيتي. وغالبًا ما فضل المواطنون السوفيت إتلاف المنشورات والصور المغلوطة سياسيًا لكونها ذات صلة بتعرضهم للاضطهاد، مثل اضطهاد الاتحاد السوفيتي للمسيحيين.
بعد اعتقال لافرينتي بيريافي في عام 1953، حصل جميع مشتركي الطبعة الثانية (1950- 1958) من الموسوعة السوفيتية العظمى على صفحة استعاضة عن تلك التي تحتوي على مقال لافرينتي بيريافي، وشملت الصفحة الجديدة معلومات عن جورج بيركلي.

## رقابة الاتحاد السوفيتي على المؤلفات الأدبية
فرضت جلافلت الرقابة على أعمال المطبوعات كالصحافة والإعلانات وبطاقات المنتجات والكتب، وهي وكالة تأسست في 6 يونيو 1922، لضمان حماية المعلومات السرية للغاية من الكيانات الأجنبية. في الفترة الممتدة من عام 1932 إلى عام 1952، كان هدف جلافلت من تنقيح أعمال المطبوعات يتمثل بتعميم الواقعية الاشتراكية، إذ كانت مكافحة التغريب والنزعة القومية بمثابة حلول شائعة لتحقيق هذه الغاية. وللحد من ثورات الفلاحين حول فرض التنظيم الجماعي، أُتلفت المواضيع التي تنطوي على نقص الغذاء. تضمن كتاب صدر عام 1932 بعنوان «روسيا مغسولة بالدم» وصفًا لرواية بلشفية مروعة عن الدمار الذي أحدثته ثورة أكتوبر في موسكو، «البطاطس المجمدة فاسدة والناس يأكلون الكلاب والأطفال يموتون من الجوع»، ولكن سرعان ما حُذف هذا الوصف. علاوة على ذلك، كتبت رواية بعنوان الإسمنت في عام 1941، وجاء فيها «على الرغم من أننا منكوبين بالفقر ونأكل الناس بسبب الجوع، فإن كل ما لدينا هو لينين».
في حين حددت انتفاضات الفلاحين الرقابةُ السوفيتية التي سادت قبل الحرب العالمية الثانية، فإن القومية حددت الفترة التي شهدت الحرب. مُنع ذكر هزيمة الجيش الأحمر في المؤلفات الأدبية، إضافة إلى تصوير الذعر في الشخصيات العسكرية السوفيتية. دفعت الضغوط التي مارستها صحيفة برافدا مؤلفين مثل ألكسندر ألكسندروفيتش فادييف إلى التخلص من قسم في رواية الحارس الشاب حيث يقرأ طفل في عيون بحار روسي عبارة «سُحقنا». وبما أن جوزيف ستالين كان يقرأ صحيفة برافادا باستمرار، والتي خضعت لرقابة جلافلت، فمن الحكمة أن يمتثل المؤلف لنصيحة برافدا. فضلاً عن ذلك، اختار ستالين الحاصلين على جائزة ستالين، الأمر الذي أدى إلى تحفيز رغبة المؤلف بإرضاء أذواق ستالين، فضلًا عن المخاطر الواضحة المترتبة على التغاضي عن ذلك.
تزامنًا مع بداية الحرب الباردة، أُعلن البدء بمكافحة التغريب، الأمر الذي عكس الخوف الأحمر الثاني الأمريكي إلى حد ما. على سبيل المثال، في طبعة عام 1950 من أورديل أوف سيفاستوبول، نفذ الرقباء ما يزيد عن 300 حذف، وعُرضت إشارات الكتّاب إلى الفرنسيين على أنهم «شعب ذو خيال مفعم بالحيوية» والمعاملات الشهمة التي قدمها الفرنسيون للسجناء الروس -كتناول الطعام في صالة المسافرين وإعطائهم مئة فرنك في الشهر- التي استُنبطت من النص. ومن الناحية التاريخية، كانت روسيا ضعيفة تكنولوجيًا مقارنة بالغرب، وهو ما تجلى في تحرير جلافلت لقسم من سيفاستوبول الذي يصف بدقة الإنجازات التكنولوجية التي حققتها لندن في تفاصيل مفعمة بالإطراء. كان التعصب الديني والإلحاد هدفًا آخر للرقابة في مرحلة ما بعد الحرب العالمية الثانية، وكان امتدادًا لمكافحة التغريب. وفي رواية الأطفال «التربة العذراء المبعثرة»، أُلغيت الاشارات التي تشير إلى سحب إلهية من الدموع يسيل بها الفقراء والجوعى.
تسببت فترة ذوبان خروتشوف، والتي بدأت في عام 1953 تزامنًا مع موت ستالين، في تحرير المؤلفات الأدبية المحظورة سابقًا، فضلًا عن قدر أعظم من الحرية لأصحاب الكتابات أثناء هذه الفترة. وتقلصت سلطة جلافلت في الرقابة على المؤلفات الأدبية بعد أن ارتبطت بمجلس وزراء الاتحاد السوفيتي في عام 1953. يتجلى نشوء اجتثاث الستالينية -مرحلة تعافي الحكومة من سياسات ستالين-  من خلال استبدال الرقباء اسم ستالين في كتاب لسلطة السوفيت، بكلمات مثل «الحزب» أو «القائد الأعلى». قُمعت مكافحة التغريب، وفي عام 1958، أصبحت «سيفاستوبول» ملئية بالتخفيضات التي كان المقصود منها إخفاء التقدم التكنولوجي للغرب وتخلف روسيا. وعندما صدرت رواية يوم واحد في حياة إيفان دينيسوفيتش للمؤلف لسولجنيتسين في عام 1962، وهي رواية تتحدث عن تجربة السجين الوحشية في معسكرات الاعتقال، كان من الواضح أن الواقعية الاشتراكية بدأت تختفي. بيد أن الرقابة لم تكن غائبة تمامًا عن تلك الحقبة. في عام 1963، حُقنت رواية إيمانويل جينريكوفيتش لعام 1962، سبرينغ أون ذي إودور، بعد وفاته، بوصف للتعصب الأعمى الأميركي والأنانية والعنصرية التي لم تكن في الرواية في الأصل. وتشير أمثلة مكافحة التغريب تلك إلى أن الأعمال ما زالت تُحرر لأغراض الدعاية، إلا أن الرقابة كانت ما تزال مرفوضة في اجتثاث خروتشوف للستالينية.

## الرقابة على الصور
لم يُعزل الأشخاص المقموعون من النصوص فحسب، بل ومن الصور والملصقات واللوحات أيضًا.

## الترجمات
غالبًا ما تصدر ترجمات المنشورات الأجنبية بشكل مقتطع، مصحوبة بحواشي تصحيحية موسعة. على سبيل المثال، الترجمة الروسية لعام 1976 لكتاب تاريخ الحرب العالمية الثانية للمؤلف ليدل هارت عن عمليات تطهير ضباط الجيش الأحمر التي حدثت قبل الحرب، والبروتوكول السري الاتفاق الألماني السوفيتي، وتفاصيل كثيرة عن حرب الشتاء، واحتلال دول البلطيق، والاحتلال السوفيتي لبيسارابيا وبوكوفينا الشمالية، ومساعدة الحلفاء للاتحاد السوفيتي خلال الحرب، والعديد من جهود الحلفاء الغرب الآخرين، وأخطاء الزعامة السوفيتية وإخفاقاتها، وانتقاد الاتحاد السوفيتي، وغيرها من المحتويات الخاضعة للرقابة.